# Punavuori
Punavuori  (schwed. Rödbergen) ist ein Teilgebiet (finn. osa-alue) und ein Stadtteil (kaupunginosa) der finnischen Hauptstadt Helsinki. Er liegt in der südwestlichen Innenstadt, etwa 1 km vom Stadtkern entfernt. Im Helsinki-Slang heißt der Stadtteil Rööperi, ein Name, der aus historischen Gründen einen eher zwielichtigen Klang hat. Ähnlich wie der Stadtteil Kallio war Punavuori bis weit ins 20. Jahrhundert hinein als Arbeiterviertel mit schlechten Wohnverhältnissen und hoher Kriminalitätsrate berüchtigt. Heute dagegen gilt Punavuori als eins der trendigsten Gebiete Helsinkis.

## Historische Entwicklung
Bis ins 19. Jahrhundert war das Gebiet nur spärlich bebaut und wurde von rötlichen Felsen beherrscht, von denen sich auch der Name des Stadtteils, der wörtlich so viel wie „Rotberg“ bzw. „die Rotberge“ bedeutet, ableitet. Im 19. Jahrhundert wurde die Gegend zunächst mit niedrigen, einfachen Holzhäusern bebaut, die vorwiegend von Arbeitern bewohnt wurden. Vor allem im zentrumsnahen östlichen Teil von Punavuori entstanden ab den 1880er-Jahren repräsentative Etagenhäuser im Jugendstil, in denen sich bürgerliche Familien niederließen, der Westen änderte sich aber weniger. Besonders dieser westliche Teil, in dem sich eine weitaus höhere Bevölkerung als heute auf engem Raum und in mangelhaft ausgestatteten Wohnungen drängte, litt unter sozialen Problemen wie Alkoholismus, Kriminalität und Prostitution. Noch in den 1950er-Jahren hatte Punavuori einen eher schlechten Ruf.
In den folgenden Jahrzehnten veränderte sich Punavuori jedoch stark. Die alten Holzhäuser wurden fast alle durch neue, den Wohnstandards der Zeit entsprechende Etagenhäuser ersetzt. Hinzu kam, dass aufgrund des starken Wachstums von Helsinki Punavuori nicht mehr am Stadtrand lag, sondern zu einem Teil der Innenstadt geworden war. So änderte sich auch die soziale Struktur im Laufe der Zeit. Heute gilt die Gegend als attraktiv, das Preisniveau der Wohnungen liegt dementsprechend hoch. Der Stadtteil weist eine hohe Dichte an Bars und Restaurants auf. Die Gegend um die Fußgängerstraße Iso Roobertinkatu (umgangssprachlich Roba) zählt zu den Zentren des Helsinkier Nachtlebens. In Punavuori befinden sich auch für finnische Verhältnisse ungewöhnlich viele kleine Cafés, Läden und beispielsweise Kunstgalerien. Die Mode- und Designläden von Punavuori und der näheren Umgebung bemühen sich gemeinsam darum, die Gegend auch bei Touristen als „Design District“ bekannt zu machen.

## Das Sinebrychoff-Gelände
Erwähnenswert ist der Einfluss, den die Familie Sinebrychoff auf die Entwicklung eines Teils von Punavuori gehabt hat. Der russischstämmige Händler Nikolai Sinebrychoff, der auf der Festungsinsel Suomenlinna mit Bier und anderen Waren handelte, kaufte 1819 südlich des Platzes Hietalahdentori im westlichen Punavuori ein Grundstück und baute dort eine Brauerei. Dieses Jahr gilt als Gründungsdatum des Sinebrychoff-Unternehmens, welches somit das älteste industrielle Brauereiunternehmen der nordischen Länder ist. Da die Produktion inzwischen an andere Orte in Finnland verlegt worden ist, wurde die ehemalige Brauerei Anfang des 21. Jahrhunderts in einen Wohnkomplex umgewandelt.
In der nebenan liegenden, 1842 fertiggestellten ehemaligen Familienvilla befindet sich heute das Sinebrychoff-Kunstmuseum, das auf die Privatsammlung der Sinebrychoffs zurückgeht und heute zur Finnischen Nationalgalerie gehört. Der Name der Familie lebt auch in dem sich südlich anschließenden, auf dem ehemaligen Brauereigelände eingerichteten Sinebrychoff-Park (Sinebrychoffin puisto, ugs. Koffin puisto) fort.

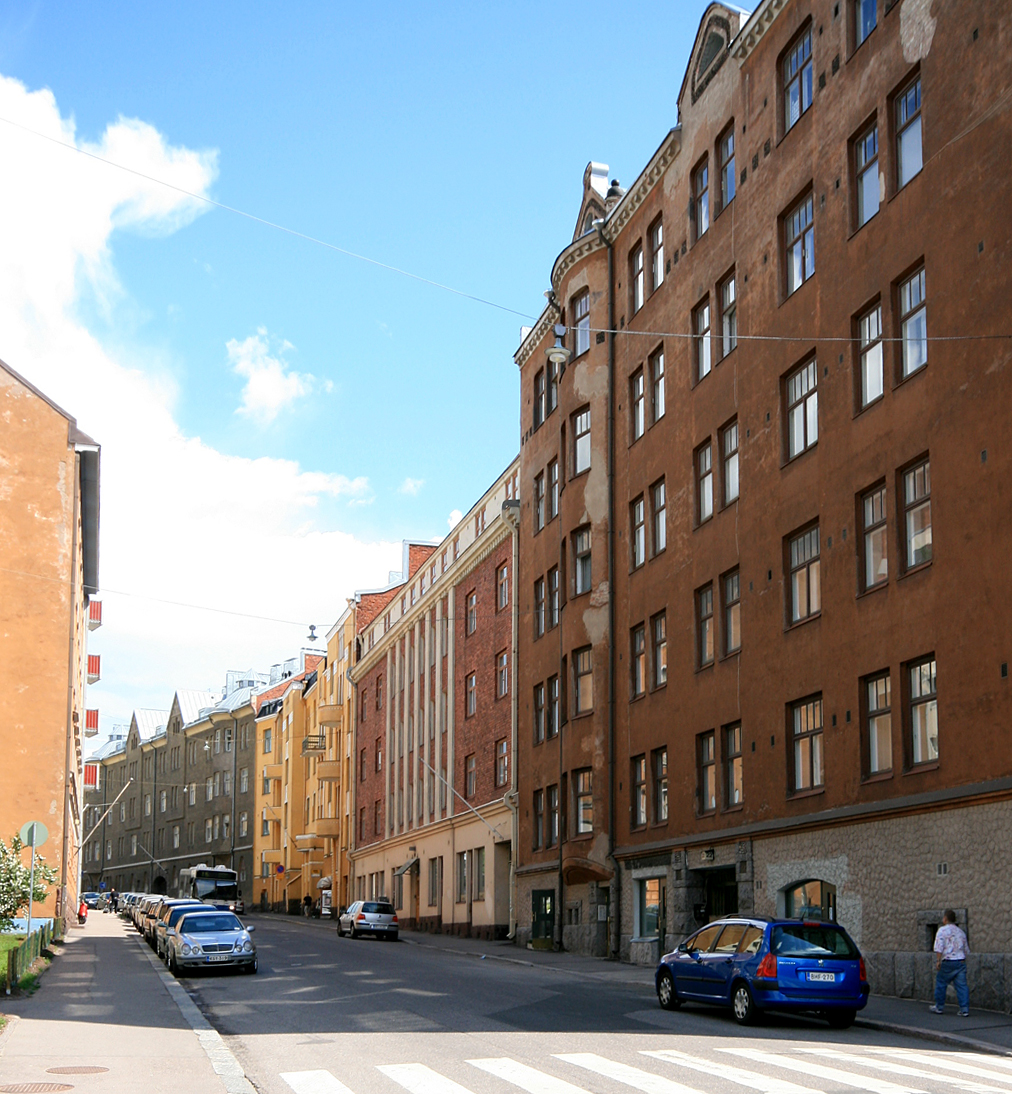
Eine Straße in Punavuori
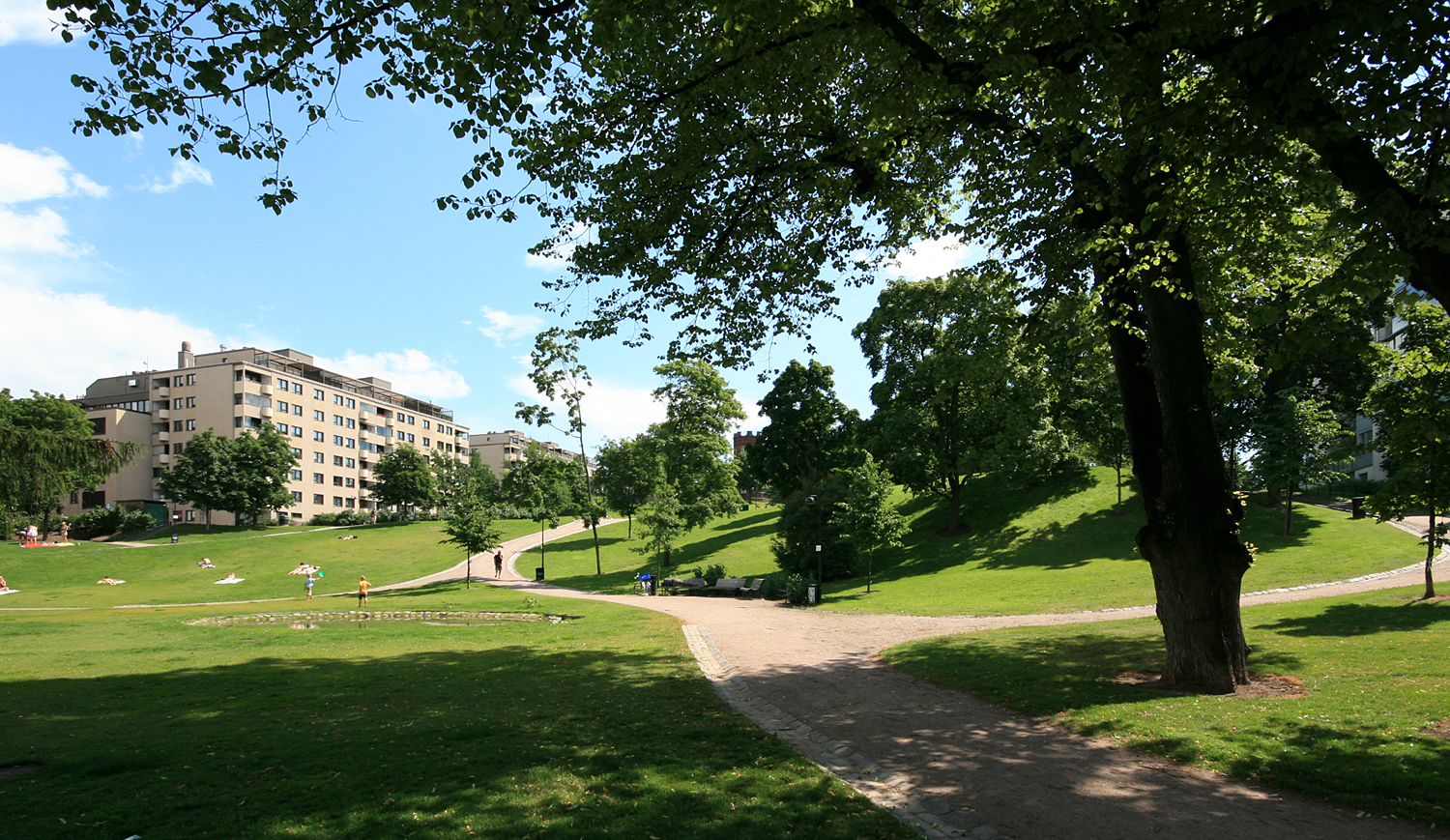
Der Sinebrychoff-Park
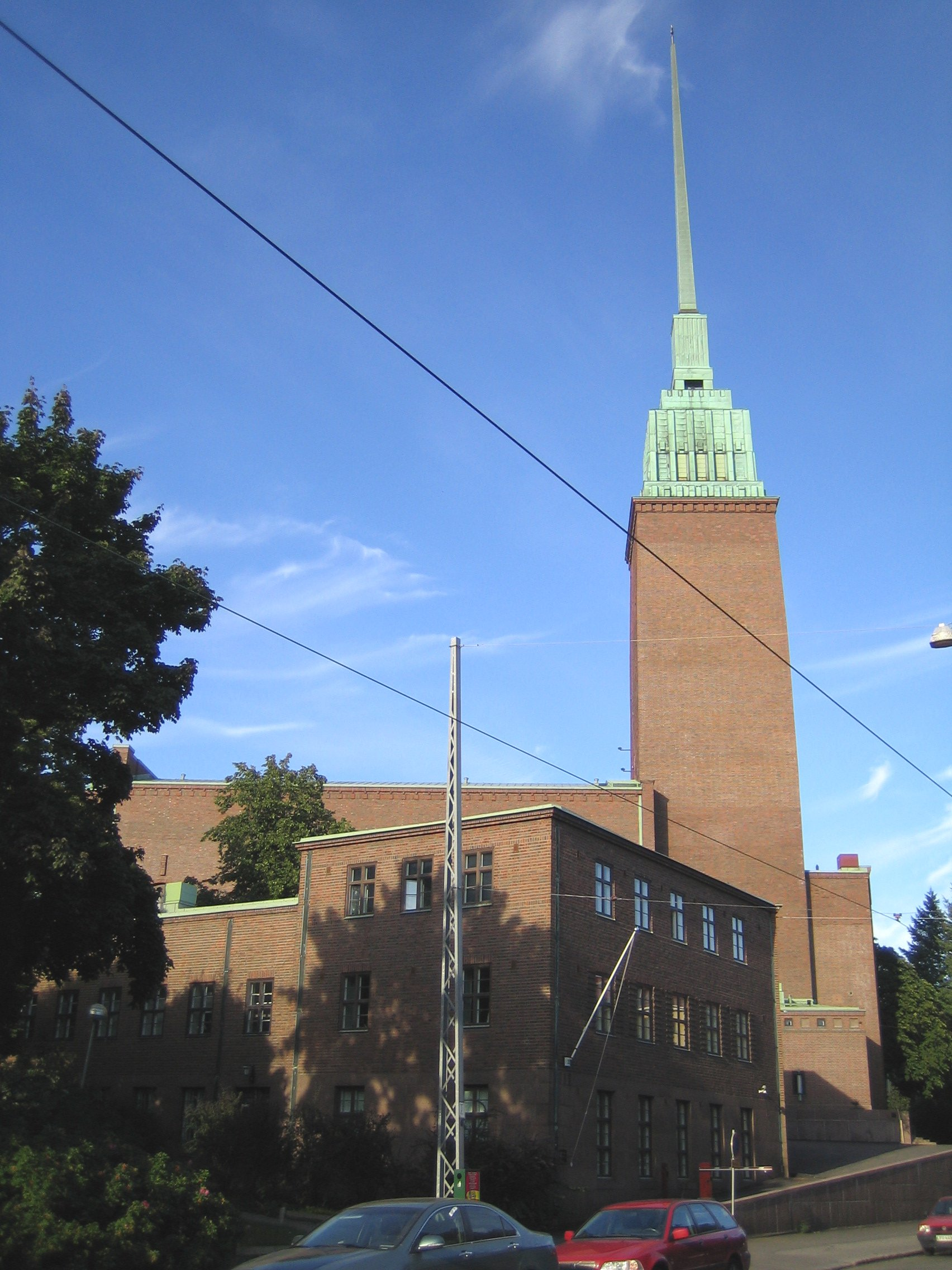
Die Agricola-Kirche im südlichen Punavuori
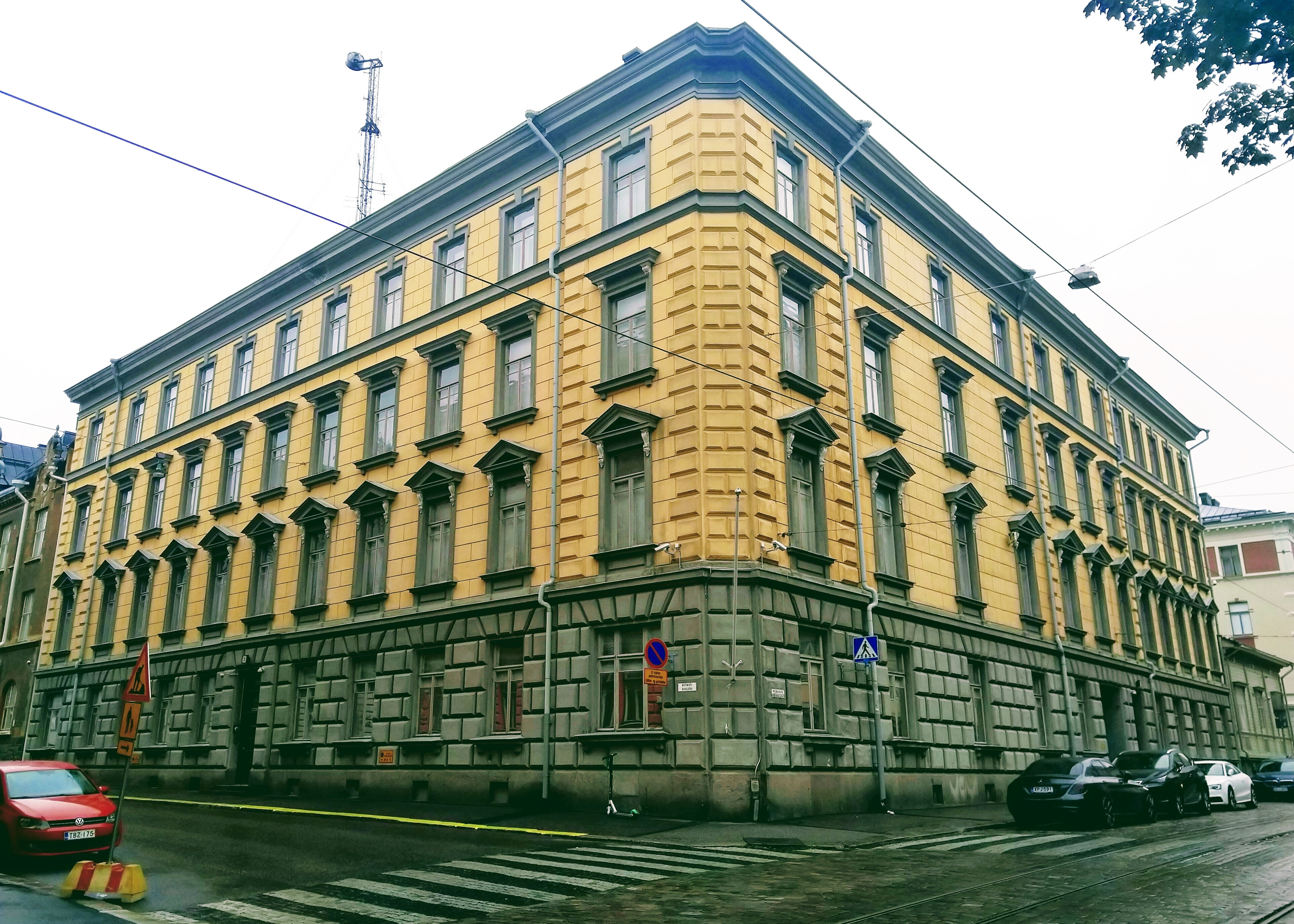
Suojelupoliisi (SUPO) Hauptquartier in Punavuori